# جيمس رايت مونرو
جيمس رايت مونرو (بالإنجليزية: James Wright Munro)‏ هو سياسي نيوزلندي، ولد في 22 فبراير 1870 في دنيدن في نيوزيلندا، وتوفي في 27 مايو 1945. حزبياً، نشط في حزب العمال النيوزيلندي. وقد انتخب عضو مجلس النواب نيوزيلندا.